# Ceridia mira
Ceridia mira là một loài bướm đêm thuộc họ Sphingidae. Loài này có ở dry bush phía đông và phía bắc Kenya.
Chiều dài cánh trước khoảng 19–21 mm đối với con đực và 22–24 mm đối với con cái. Nó rất giống với Ceridia heuglini.